# Muang Xaithani
Muang Xaithani är ett distrikt i Laos.   Det ligger i provinsen Vientiane, i den västra delen av landet, 23 km nordost om huvudstaden Vientiane.